# オスカル・コルドバ
オスカル・エドゥアルド・コルドバ・アルセ（Óscar Eduardo Córdoba Arce, 1970年2月3日 - ）はコロンビア・サンティアゴ・デ・カリ出身の同国代表サッカー選手。現役時代のポジションはゴールキーパー。

## 経歴
母国のクラブを渡り歩いた後1997年にアルゼンチンのボカ・ジュニアーズに移籍すると、そこで3度のリーグ優勝に貢献する。2000年と2001年にコパ・リベルタドーレスを連覇し、2000年にはインターコンチネンタルカップでも優勝した。2002年にイタリアのペルージャに移籍するが、半年足らずでイタリアを去り、トルコのベシクタシュJKに移籍する。ライバルクラブであるガラタサライには、代表で定位置を争っていたファリド・モンドラゴンがいた。2007年に母国に復帰し、ミジョナリオスFCでプレー。2009年に現役を引退した。
フィードキックの精度は世界随一で、左右両足で同じようにボールを蹴ることができる。

## 代表歴

### 出場大会
- コロンビア代表
  - 1994 FIFAワールドカップ
  - 1998 FIFAワールドカップ

### 試合数
- 国際Aマッチ 73試合 0得点（1993年-2006年）[1]

| コロンビア代表 | 国際Aマッチ | 国際Aマッチ |
| 年             | 出場        | 得点        |
| -------------- | ----------- | ----------- |
| 1993           | 15          | 0           |
| 1994           | 15          | 0           |
| 1995           | 1           | 0           |
| 1996           | 0           | 0           |
| 1997           | 4           | 0           |
| 1998           | 3           | 0           |
| 1999           | 2           | 0           |
| 2000           | 9           | 0           |
| 2001           | 12          | 0           |
| 2002           | 0           | 0           |
| 2003           | 9           | 0           |
| 2004           | 0           | 0           |
| 2005           | 0           | 0           |
| 2006           | 3           | 0           |
| 通算           | 73          | 0           |

## タイトル

### クラブ
アメリカ・デ・カリ
- カテゴリア・プリメーラA : 1996-97

ボカ・ジュニアーズ
- プリメーラ・ディビシオン : 1998アペルトゥーラ, 1999クラウスーラ, 2000アペルトゥーラ
- コパ・リベルタドーレス : 2000, 2001
- インターコンチネンタルカップ : 2000

ベシクタシュ
- スュペル・リグ : 2002-03
- テュルキエ・クパス : 2005-06

### 代表
コロンビア代表
- コパ・アメリカ : 2001